# Final Four della CERH European League 2015-2016
La final four della 51ª edizione della CERH European League di hockey su pista si è disputata al Pavilhão Fidelidade di Lisbona in Portogallo dal 14 al 15 maggio 2016. Vi hanno partecipato il Barcellona, il Benfica, il Forte dei Marmi e l'Oliveirense.

## Il cammino verso la final four

### Barcellona
Il Barcellona era inserito nel gruppo A della fase a gironi insieme al Breganze, all'Iserlohn e al Porto. La squadra spagnola giunse seconda nel raggruppamento cogliendo quattro vittorie e due sconfitta. Nei quarti di finale ha eliminato il Deportivo Liceo.
Di seguito i risultati conseguiti fin qui nella manifestazione.
Note: In ogni risultato sottostante, il punteggio della finalista è menzionato per primo. (C: Casa; T: Trasferta)
| Barcellona         | Barcellona | Barcellona | Barcellona | Barcellona |
| ------------------ | --- | --- | --- | --- |
| Fase a gironi      | Avversario | Risultato | Risultato | Risultato |
| Giornata 1         | Breganze | 5-2 (C) | 5-2 (C) | 5-2 (C) |
| Giornata 2         | Iserlohn | 15-1 (T) | 15-1 (T) | 15-1 (T) |
| Giornata 3         | Porto | 0-1 (T) | 0-1 (T) | 0-1 (T) |
| Giornata 4         | Porto | 1-2 (C) | 1-2 (C) | 1-2 (C) |
| Giornata 5         | Breganze | 6-4 (T) | 6-4 (T) | 6-4 (T) |
| Giornata 6         | Iserlohn | 7-2 (C) | 7-2 (C) | 7-2 (C) |
| Piazzamenti finali | 2ª classificata del Gruppo A \| Squadra \| Pt \| G \| \| ---------- \| -- \| - \| \| Porto \| 18 \| 6 \| \| Barcellona \| 12 \| 6 \| \| Breganze \| 4 \| 6 \| \| Iserlohn \| 1 \| 6 \| | 2ª classificata del Gruppo A \| Squadra \| Pt \| G \| \| ---------- \| -- \| - \| \| Porto \| 18 \| 6 \| \| Barcellona \| 12 \| 6 \| \| Breganze \| 4 \| 6 \| \| Iserlohn \| 1 \| 6 \| | 2ª classificata del Gruppo A \| Squadra \| Pt \| G \| \| ---------- \| -- \| - \| \| Porto \| 18 \| 6 \| \| Barcellona \| 12 \| 6 \| \| Breganze \| 4 \| 6 \| \| Iserlohn \| 1 \| 6 \| | 2ª classificata del Gruppo A \| Squadra \| Pt \| G \| \| ---------- \| -- \| - \| \| Porto \| 18 \| 6 \| \| Barcellona \| 12 \| 6 \| \| Breganze \| 4 \| 6 \| \| Iserlohn \| 1 \| 6 \| |
| Quarti di finale   | | | | |
| Avversario         | Tot. | Andata | Ritorno | |
| Deportivo Liceo    | 8-2 | 6–0 (C) | 2-2 (T) | |
| Squadra            | Pt | G | | |
| Porto              | 18 | 6 | | |
| Barcellona         | 12 | 6 | | |
| Breganze           | 4 | 6 | | |
| Iserlohn           | 1 | 6 | | |

### Benfica
Il Benfica era inserito nel gruppo B della fase a gironi insieme al Bassano, al Mérignac e al Vic. La squadra portoghese vinse il raggruppamento cogliendo cinque vittorie e una sconfitta. Nei quarti di finale ha eliminato il Vendrell.
Di seguito i risultati conseguiti fin qui nella manifestazione.
Note: In ogni risultato sottostante, il punteggio della finalista è menzionato per primo. (C: Casa; T: Trasferta)
| Benfica            | Benfica | Benfica | Benfica | Benfica |
| ------------------ | --- | --- | --- | --- |
| Fase a gironi      | Avversario | Risultato | Risultato | Risultato |
| Giornata 1         | Vic | 5-1 (C) | 5-1 (C) | 5-1 (C) |
| Giornata 2         | Mérignac | 5-3 (T) | 5-3 (T) | 5-3 (T) |
| Giornata 3         | Bassano | 8-2 (T) | 8-2 (T) | 8-2 (T) |
| Giornata 4         | Bassano | 9-6 (C) | 9-6 (C) | 9-6 (C) |
| Giornata 5         | Vic | 6-7 (T) | 6-7 (T) | 6-7 (T) |
| Giornata 6         | Mérignac | 8-0 (C) | 8-0 (C) | 8-0 (C) |
| Piazzamenti finali | 1ª classificata del Gruppo B \| Squadra \| Pt \| G \| \| -------- \| -- \| - \| \| Benfica \| 15 \| 6 \| \| Vic \| 15 \| 6 \| \| Bassano \| 3 \| 6 \| \| Mérignac \| 3 \| 6 \| | 1ª classificata del Gruppo B \| Squadra \| Pt \| G \| \| -------- \| -- \| - \| \| Benfica \| 15 \| 6 \| \| Vic \| 15 \| 6 \| \| Bassano \| 3 \| 6 \| \| Mérignac \| 3 \| 6 \| | 1ª classificata del Gruppo B \| Squadra \| Pt \| G \| \| -------- \| -- \| - \| \| Benfica \| 15 \| 6 \| \| Vic \| 15 \| 6 \| \| Bassano \| 3 \| 6 \| \| Mérignac \| 3 \| 6 \| | 1ª classificata del Gruppo B \| Squadra \| Pt \| G \| \| -------- \| -- \| - \| \| Benfica \| 15 \| 6 \| \| Vic \| 15 \| 6 \| \| Bassano \| 3 \| 6 \| \| Mérignac \| 3 \| 6 \| |
| Quarti di finale   | | | | |
| Avversario         | Tot. | Andata | Ritorno | |
| Vendrell           | 10-8 | 5–3 (T) | 5-5 (C) | |
| Squadra            | Pt | G | | |
| Benfica            | 15 | 6 | | |
| Vic                | 15 | 6 | | |
| Bassano            | 3 | 6 | | |
| Mérignac           | 3 | 6 | | |

### Forte dei Marmi
Il Forte dei Marmi era inserito nel gruppo C della fase a gironi insieme al Quévert, al Valongo e al Vendrell. La squadra italiana vinse il raggruppamento cogliendo quattro vittorie e due pareggi. Nei quarti di finale ha eliminato il Vic.
Di seguito i risultati conseguiti fin qui nella manifestazione.
Note: In ogni risultato sottostante, il punteggio della finalista è menzionato per primo. (C: Casa; T: Trasferta)
| Forte dei Marmi    | Forte dei Marmi | Forte dei Marmi | Forte dei Marmi | Forte dei Marmi |
| ------------------ | --- | --- | --- | --- |
| Fase a gironi      | Avversario | Risultato | Risultato | Risultato |
| Giornata 1         | Vendrell | 6-2 (C) | 6-2 (C) | 6-2 (C) |
| Giornata 2         | Quévert | 5-3 (T) | 5-3 (T) | 5-3 (T) |
| Giornata 3         | Valongo | 5-5 (T) | 5-5 (T) | 5-5 (T) |
| Giornata 4         | Valongo | 8-7 (C) | 8-7 (C) | 8-7 (C) |
| Giornata 5         | Vendrell | 6-6 (T) | 6-6 (T) | 6-6 (T) |
| Giornata 6         | Quévert | 9-1 (C) | 9-1 (C) | 9-1 (C) |
| Piazzamenti finali | 1ª classificata del Gruppo C \| Squadra \| Pt \| G \| \| --------------- \| -- \| - \| \| Forte dei Marmi \| 14 \| 6 \| \| Vendrell \| 10 \| 6 \| \| Valongo \| 7 \| 6 \| \| Quévert \| 3 \| 6 \| | 1ª classificata del Gruppo C \| Squadra \| Pt \| G \| \| --------------- \| -- \| - \| \| Forte dei Marmi \| 14 \| 6 \| \| Vendrell \| 10 \| 6 \| \| Valongo \| 7 \| 6 \| \| Quévert \| 3 \| 6 \| | 1ª classificata del Gruppo C \| Squadra \| Pt \| G \| \| --------------- \| -- \| - \| \| Forte dei Marmi \| 14 \| 6 \| \| Vendrell \| 10 \| 6 \| \| Valongo \| 7 \| 6 \| \| Quévert \| 3 \| 6 \| | 1ª classificata del Gruppo C \| Squadra \| Pt \| G \| \| --------------- \| -- \| - \| \| Forte dei Marmi \| 14 \| 6 \| \| Vendrell \| 10 \| 6 \| \| Valongo \| 7 \| 6 \| \| Quévert \| 3 \| 6 \| |
| Quarti di finale   | | | | |
| Avversario         | Tot. | Andata | Ritorno | |
| Vic                | 8-7 | 1–2 (T) | 7-5 (C) | |
| Squadra            | Pt | G | | |
| Forte dei Marmi    | 14 | 6 | | |
| Vendrell           | 10 | 6 | | |
| Valongo            | 7 | 6 | | |
| Quévert            | 3 | 6 | | |

### Oliveirense
L'Oliveirense era inserita nel gruppo D della fase a gironi insieme al Basilea, al CGC Viareggio e al Deportivo Liceo. La squadra portoghese giunse seconda nel raggruppamento cogliendo cinque vittorie e una sconfitta. Nei quarti di finale ha eliminato il Porto.
Di seguito i risultati conseguiti fin qui nella manifestazione.
Note: In ogni risultato sottostante, il punteggio della finalista è menzionato per primo. (C: Casa; T: Trasferta)
| Oliveirense        | Oliveirense | Oliveirense | Oliveirense | Oliveirense |
| ------------------ | --- | --- | --- | --- |
| Fase a gironi      | Avversario | Risultato | Risultato | Risultato |
| Giornata 1         | Basilea | 10-5 (C) | 10-5 (C) | 10-5 (C) |
| Giornata 2         | CGC Viareggio | 7-5 (T) | 7-5 (T) | 7-5 (T) |
| Giornata 3         | Deportivo Liceo | 4-2 (C) | 4-2 (C) | 4-2 (C) |
| Giornata 4         | Deportivo Liceo | 3-5 (T) | 3-5 (T) | 3-5 (T) |
| Giornata 5         | Basilea | 6-2 (T) | 6-2 (T) | 6-2 (T) |
| Giornata 6         | CGC Viareggio | 5-3 (C) | 5-3 (C) | 5-3 (C) |
| Piazzamenti finali | 1ª classificata del Gruppo D \| Squadra \| Pt \| G \| \| --------------- \| -- \| - \| \| Deportivo Liceo \| 15 \| 6 \| \| Oliveirense \| 15 \| 6 \| \| CGC Viareggio \| 6 \| 6 \| \| Basilea \| 0 \| 6 \| | 1ª classificata del Gruppo D \| Squadra \| Pt \| G \| \| --------------- \| -- \| - \| \| Deportivo Liceo \| 15 \| 6 \| \| Oliveirense \| 15 \| 6 \| \| CGC Viareggio \| 6 \| 6 \| \| Basilea \| 0 \| 6 \| | 1ª classificata del Gruppo D \| Squadra \| Pt \| G \| \| --------------- \| -- \| - \| \| Deportivo Liceo \| 15 \| 6 \| \| Oliveirense \| 15 \| 6 \| \| CGC Viareggio \| 6 \| 6 \| \| Basilea \| 0 \| 6 \| | 1ª classificata del Gruppo D \| Squadra \| Pt \| G \| \| --------------- \| -- \| - \| \| Deportivo Liceo \| 15 \| 6 \| \| Oliveirense \| 15 \| 6 \| \| CGC Viareggio \| 6 \| 6 \| \| Basilea \| 0 \| 6 \| |
| Quarti di finale   | | | | |
| Avversario         | Tot. | Andata | Ritorno | |
| Porto              | 8-6 | 4–3 (T) | 4-3 (C) | |
| Squadra            | Pt | G | | |
| Deportivo Liceo    | 15 | 6 | | |
| Oliveirense        | 15 | 6 | | |
| CGC Viareggio      | 6 | 6 | | |
| Basilea            | 0 | 6 | | |

## Risultati

### Tabellone
|  | Semifinali      | Semifinali      | Semifinali |         |             | Finale      | Finale | Finale |  |
|  |                 |                 |            |         |             |             |        |        |  |
|  | Oliveirense     | Oliveirense     | 3          |         |             |             |        |        |  |
|  | Oliveirense     | Oliveirense     | 3          |         |             |             |        |        |  |
|  | Forte dei Marmi | Forte dei Marmi | 2          |         |             |             |        |        |  |
|  | Forte dei Marmi | Forte dei Marmi | 2          |         | Oliveirense | Oliveirense | 3      |        |  |
|  |                 |                 |            |         | Oliveirense | Oliveirense | 3      |        |  |
|  |                 |                 | Benfica    | Benfica | 5           |             |        |        |  |
|  | Benfica         | Benfica         | Benfica    | Benfica | 5           | 1(2)        |        |        |  |
|  | Benfica         | Benfica         |            |         |             |             |        |        |  |
|  | Barcellona      | Barcellona      | 1(1)       |         |             |             |        |        |  |

### Semifinali

#### Prima semifinale
| Arbitri: | Francisco Garcia Oscar Valverde |

|                               |           |                         |
| Oliveira 11:04’ 19:03’ 42:12’ | Marcatori | 15:15’ 25:09’ Gil Gómez |

| Oliveirense   |  |                       |
| P             |  | Domingos Pinho        |
| P             |  | Xavier Puigbi         |
| E             |  | Ricardo Barreiros (c) |
| E             |  | Albert Casanovas      |
| E             |  | Carlos López          |
| E             |  | Martin Montivero      |
| E             |  | Pedro Moreira         |
| E             |  | Ricardo Oliveira      |
| E             |  | Diogo Silva           |
| E             |  | João Souto            |
| Allenatore:   |  |                       |
| Antonio Neves |  |                       |

| Forte dei Marmi     |  |                   |
| P                   |  | Federico Stagi    |
| P                   |  | Mattia Verona     |
| E                   |  | Pablo Cancela     |
| E                   |  | Pedro Gil Gómez   |
| E                   |  | Enric Torner      |
| E                   |  | Giacomo Maremmani |
| E                   |  | Niccolò Mattugini |
| E                   |  | Davide Motaran    |
| E                   |  | Alberto Orlandi   |
| E                   |  | Marco Pagnini     |
| Allenatore:         |  |                   |
| Pierluigi Bresciani |  |                   |

#### Seconda semifinale
| Arbitri: | Alessandro Da Prato Alessandro Eccelsi |

|                                 |                      |                                        |
| Torra 46:58’                    | Marcatori            | 33:16’ Álvarez Vera                    |
| Rodrigues Adroher Torra Nicolía | Tiri di rigore 2 – 1 | Barroso Pascual Costa Panadero Ordóñez |

| Oliveirense |  |                  |
| P           |  | Pedro Henriques  |
| P           |  | Guillem Trabal   |
| E           |  | Jordi Adroher    |
| E           |  | Valter Neves (c) |
| E           |  | Carlos Nicolía   |
| E           |  | Diogo Rafael     |
| E           |  | Tiago Rafael     |
| E           |  | Miguel Rocha     |
| E           |  | João Rodrigues   |
| E           |  | Marc Torra       |
| Allenatore: |  |                  |
| Pedro Nunes |  |                  |

| Barcellona   |  |                             |
| P            |  | Aitor Egurrola Leizeaga (c) |
| P            |  | Sergi Fernández             |
| E            |  | Pablo Álvarez Vera          |
| E            |  | Xavier Barroso i Mayordomo  |
| E            |  | Xavier Costa                |
| E            |  | Raul Marin                  |
| E            |  | Lucas Ordóñez               |
| E            |  | Sergi Panadero i Arbat      |
| E            |  | Matías Pascual              |
| E            |  | Marc Gual Rosell            |
| Allenatore:  |  |                             |
| Ricard Muñoz |  |                             |

### Finale
| Arbitri: | Xavier Bleuzen Arnaud Esoli |

|                                     |           |                                                              |
| Souto 15:54’ 18:48’ Oliveira 17:09’ | Marcatori | 13:44’ 16:08’ D. Rafael 32:57’ 45:25’ Adroher 37:27’ Nicolía |

| Oliveirense   |  |                       |
| P             |  | Domingos Pinho        |
| P             |  | Xavier Puigbi         |
| E             |  | Ricardo Barreiros (c) |
| E             |  | Albert Casanovas      |
| E             |  | Carlos López          |
| E             |  | Martin Montivero      |
| E             |  | Pedro Moreira         |
| E             |  | Ricardo Oliveira      |
| E             |  | Diogo Silva           |
| E             |  | João Souto            |
| Allenatore:   |  |                       |
| Antonio Neves |  |                       |

| Benfica     |  |                  |
| P           |  | Pedro Henriques  |
| P           |  | Guillem Trabal   |
| E           |  | Jordi Adroher    |
| E           |  | Valter Neves (c) |
| E           |  | Carlos Nicolía   |
| E           |  | Diogo Rafael     |
| E           |  | Tiago Rafael     |
| E           |  | Miguel Rocha     |
| E           |  | João Rodrigues   |
| E           |  | Marc Torra       |
| Allenatore: |  |                  |
| Pedro Nunes |  |                  |

## Campioni
| Vincitore della CERH European League 2015-2016 |
| ---------------------------------------------- |
| Benfica 2º titolo                              |